# 고객만족
고객만족(顧客満足, customer satisfaction, 줄여서 CSAT 또는 CSat)은 회사나 기업에서 고객 또는 소비자의 만족을 목표로 하는 경영기법이다.
즉 고객에게 최대의 만족을 주는 것에서 기업의 존재 의의를 찾고 이를 통해 고객들이 계속해서 기업의 제품이나 서비스를 이용하여 이윤을 증대시키는 경영기법이다.

## 고객만족경영
오늘날 기업들은 고객의 충성도를 보장받기 위하여 고객들에게 경쟁사가 제공하지 못하는 가치를 제공하여 제공한다든지, 서비스를 하는 등 고객우선주의의 경영전략을 강구함으로써 고객을 만족시키고 있다. 이것은 단골고객을 확보하고 또한 새로운 고객을 창조함으로써 시장점유율을 제고시키는 데 경쟁적 기여를 할 수 있기 때문이다.
오늘날 시장상황 중에서 승리하기 위해 기업들은 표적고객에게 월등한 가치를 전달해야 하는데, 그렇게 하기 위해서는 당기업의 모든 부서의 구성원들이 경쟁사보다 월등한 고객가치의 전달시스템을 구축·형성하여 시행할 수 있도록 팀을 구성해야 한다.
여기에서 고객들은 탐색하는 데 소요되는 비용 범위내에서, 그리고 제한적인 지식, 이동성 및 소득의 범위내에서 최고의 가치를 제공하는 제공물을 선택하여 가치를 극대화시키고자 한다.
그러므로 기업들이 총고객가치를 창조하기 위해서는 제품, 서비스, 요원, 이미지 및 유통경로를 차별화해야 한다. 즉 경쟁사보다 차별화함으로써 고객들은 당해 제공물에 대해 더 큰 기대가치를 갖게 되기 때문이다. 이때 기업은 첫째 당기업이 그 제공물의 제품, 서비스, 요원, 이미지 및 유통경로의 이점을 더욱 강화하거나 증대함으로써 총고객가치를 증가시키든가, 둘째, 가격을 인하하거나, 주문처리 및 전달과정을 간소화함으로써 총고객비용을 절감해야 한다.
소비자들은 기업의 제공물의 가치에 대해 판단하고, 이러한 판단결과에 근거하여 구매의사결정을 하며, 그에 따른 고객만족은 구매자가 구매하기 전에 판단한 기대가치에 대하여 그 제품의 성능, 즉 실제가치가 같다고 지각하는 경우에 이루어진다.
고객만족은 국가경쟁력이라는 거시적 측면과 기업경쟁력이라는 미시적 측면에서 중요한 의미를 갖는다.
많은 산업들이 시장개방과 성장률 둔화, 시장포화 등으로 어려움을 겪고 있다. 따라서 많지 않은 신규구매자를 대상으로 더 많은 기업들이 경쟁을 벌이고 있다. 이 경우에 고객만족은 같은 가치에 더 낮은 가격을 제공함으로써 조성될 수 있으므로, 가격의식적인 현재 고객(외국의 시장)을 끌어들일 수 있다는 점에서 국가경쟁력을 높이게 된다.
기업수익의 원천은 신규고객과 기존고객이다. 이 경우 고객만족은 기존 고객을 유지시킬 수 있는 방어전략이 되며, 또한 기존고객의 만족은 다시 신규고객을 개척할 수 있는 공격전략의 역할을 한다.
더욱이 일반적으로 신규고객의 확보는 기존고객의 유지보다 5배의 비용이 소요되므로, 기존고객의 만족 또는 불만족 경험이 잠재고객에게 큰 영향을 줄 수 있으므로, 기존고객에 대한 만족은 더욱 더 중요하다.
① 만족한 고객들은 가격에 대해 별 의미를 부여하지 않으며, ② 장기간 동안 고객으로 남으로, ③ 기업이 관련제품이나 개선된 제품을 시장에 도입하게 되면 추가적으로 제품을 구입하며, ④ 그 기업이나 그 제품에 대해 다른 사람들에게 우호적으로 이야기한다.
고객만족과 수익성은 제품과 서비스의 품질과 밀접하게 연결되어 있다. 즉 높은 수준의 품질은 더 큰 고객만족을 창출하는데, 이 경우 고가격과 역시 저원가가 뒷받침되어야 한다. 그러므로 품질향상을 위한 강력한 전사적인 조치가 강구되어야 한다. 즉 선사적 품질경영(TQM)의 원칙이 실천되어야 한다. 조직의 모든 구성원이 협력하여, 고객의 욕구를 반영한 제품디자인에서부터 부품의 구매, 생산, 검사, 유통, 판매, 판매 후 서비스에 이르는 전과정에 참여하는 데 몰입해야 한다.
고객들은 매 네 번의 구매 중 한 번 정도는 불만족하고 있거나, 불만족한 고객들 중 5% 미만이 불평을 토로하고 있는데, 그 나머지 95%는 불평하기보다는 간단하게 공급자를 변경한다. 결국 기업은 고객을 상실하게 된다.
그러므로 기업은 불만족한 고객들이 당기업에 불평·불만 또는 제안을 용이하게 전달할 수 있는 시스템을 확보해야 한다. 이 경우, 기업은 문제를 해결하기 위해 신속하게 조치를 취해야 할 뿐만 아니라 불만족고객의 불만, 불평의 제시가 제품디자인과 고객서비스를 개선할 수 있는 더 좋은 아이디어를 제공한다는 사실을 명심해야 한다. 그리고 불평처리가 신속하게 처리되는 경우 다시 긍정적으로 평가하고 있음에도 주의해야 한다.

## 같이 보기
- 고객 서비스